# Bataille des monts Altai
Guerre entre la dynastie Han et les Xiongnu
Batailles
- Mayi
- Mobei
- Loulan
- Tian Shan
- Jushi
- Zhizhi
- Yiwulu
- Monts Altai

La bataille des monts Altai (chinois : 稽落山之戰), a lieu à la suite d'une grande expédition militaire lancée contre les Xiongnu par la dynastie Han en juin 89. Cette bataille s’achève par une grande victoire pour l'armée Han et son chef, le général Dou Xian (en) (??? - 92),,.

## La bataille
En juin 89, une armée Han séparée en trois groupes part de Jilu, Manyi et Guyang. Parmi les troupes qui ont été mobilisées, on trouve des peuples alliés des Chinois et plus spécifiquement des Xiongnu du Sud,,. Les troupes du général Dou Xian (en) marchent en direction des monts Altaï, afin d'y affronter le Chanyu du Nord. Une fois arrivées dans la région située au pied des montagnes, le gros des troupes chinoises fait mouvement vers le nord-ouest et rencontre l'armée ennemie. Après de violents combats, le Chanyu du Nord est vaincu et s'enfuit vers l'ouest, avec les troupes de Dou Xian à sa poursuite,,. Lors de la bataille, les Han tuent 13 000 Xiongnu et 200 000 autres, appartenant à 81 tribus différentes, se rendent.
Après sa victoire, Dou Xian amène ses troupes vers le nord, jusqu'à arriver au pied des monts Khangaï, qui sont situés à l'ouest de l'actuelle ville de Kharkhorin. Là, il fait graver sur une falaise l'Inscription de Yanran, dont le texte célébrant la victoire chinoise est écrit par l'historien Ban Gu,,.

## Conséquences
À la suite de cette bataille, la confédération Xiongnu est définitivement détruite. Après sa victoire, Dou Xian repart vers la Chine avec ses troupes et le Chanyu du Nord cherche à négocier la paix. De son côté, Tuntuhe, le Chanyu des Xiongnu du Sud, ne veut pas entendre parler d'une telle paix et cherche à détruire définitivement son rival. Au début de l'an 90, alors que les négociations sont toujours en cours, il attaque le Chanyu du Nord et repart avec le sceau, les épouses, les filles et le trésor de ce dernier,.
Peu après, le général Dou Xian (en) lance une expédition punitive contre les dernières tribus Xiongnu hostiles, qui s'enfuient loin vers l'ouest. Dans son rapport, Dou Xian explique que le Chanyu du Nord est si faible, qu'il n'y a plus aucun intérêt à parlementer avec lui. En février 91, avec ses généraux Geng Kui (en) et Ren Shang (en), Xian organise une ultime attaque et part avec ses troupes de Juyan pour retrouver les Xiongnu qui se sont enfuis. Il inflige une cinglante défaite au Chanyu du Nord, capture sa mère et tue 5 000 de ses hommes. Le Chanyu s'enfuit alors vers l'ouest, en direction d'Altayn Nuruu et nul ne sait ce qu'il est devenu,. Les derniers Xiongnu qui se trouvent toujours en Dzoungarie, près du lac Barkol, ne sont pas affectés par cette ultime défaite et une partie de leur système politique traditionnel est reconstitué sous les ordres d'un nouveau Chanyu. Ce début de reconstruction ne dure pas longtemps, car le nouveau chef des Xiongnu est tué en 93 et après cela, nul ne reprendra jamais le titre de Chanyu du Nord. C'est ainsi que prend fin l'existence de l'État des Xiongnu, auparavant situé dans l'actuelle Mongolie ,.